# Ройц, Наста
Наста Ройц (хорв. Nasta Rojc; 6 ноября 1883, Бьеловар — 6 ноября 1964, Загреб) — хорватская художница.

## Биография
Наста Ройц родилась в семье политика Милана Ройца. Начав увлекаться живописью, она столкнулась с непониманием со стороны отца, которое ей удалось преодолеть лишь выйдя замуж за художника из обеспеченной семьи Бранимира Шеноа.
Свои первые художественные навыки она получила в Бьеловарской гимназии у Йосипа Хохнеца и в частной школе Отона Ивековича в Загребе, где написала свои первые картины: «Ulica u snijegu» (1900–02) и «Imanje Rojčevo i Snopovi žita» (1902). Затем она переехала в Вену, где с 1902 по 1904 год училась в женской художественной школе у Людвига Михалека, Ганса Тихи и Тины Блау, с помощью которой Ройц в 1905 году создала пленэр «Motiv iz Bistre». Через два года он переехала в Мюнхен для обучения в женской академии у Генриха Книрра и Ангело Янка. Там же она завела знакомство со скульптором Мирославом Кралевичем, что побудило её вернуться в Вену для изучения скульптурного ремесла.
Под конец Первой мировой войны Ройц стала членом суфражистского течения и написала автобиографию, в которой описывала свой брак с Бранимиром Шеноа. В 1924 году она отправилась в путешествие по Англии и Шотландии с двумя офицерами британской армии, во время которого написала несколько картин из которых выделяется «Naš auto u Škotsko» — первое изображение автомобиля, созданное хорватским художником.